# Maya Badian
Maya Badian   (Bucarest, 18 d'abril de 1945) és un compositora, musicòloga i pedagoga musical romanesa nacionalitzada canadenca.

## Biografia
Badian va començar a compondre als cinc anys, i després va cursar la Universitat Nacional de Música de Bucarest a Bucarest, on va estudiar amb Tiberiu Olah, Aurel Stroe, Zeno Vancea i Tudor Ciortea, graduant-se amb un màster en composició el 1968. Va continuar i realitza estudis de direcció d'orquestra a Weimar, Alemanya, durant el 1972.
Des de 1970, Badian és membre de la Unió de Compositors i Musicòlegs Romanesos. Va ser directora musical al departament de teatre radiofònic de la Corporació Romanesa de Radiodifusió del 1968 al 1972 i professora de música a l'Escola de Música George Enescu de Bucarest entre el 1973 i el 1985.
Emigrant amb la seva família al Canadà el 1987, es va establir a Mont-real. El 1990 va prendre la ciutadania canadenca i es va traslladar a Ottawa el 1995. Badian és ara professora d'estudis teòrics, examinadora, lectora de proves i fabricant d'exàmens per al Reial Conservatori canadenc d'exàmens de música, i també membre de la Lliga Canadenca de Compositors, i membre associat amb el "Canadian Music Center". El 1992, després de dos anys d'estudi sota André Prévost, va obtenir un Doctorat en Música, Diploma de composició amb la màxima distinció a la Universitat de Mont-real.
Està casada amb Lucian Badian, màster en enginyeria; Director de negocis amb el govern federal del Canadà.
Maya Badian ha compost obres per a orquestra; per a conjunts instrumentals i vocals; per a cor; música per a teatre instrumental i per a multimèdia. Compta amb més de 120 composicions publicades, així com obres de musicologia i pedagogia a la Biblioteca i Arxius del Canadà, la Biblioteca Americana del Congrés, la Biblioteca Internacional de Música Contemporània de París i altres biblioteques del món.

## Obra
Badian ha compost més de 100 obres per a cor, orquestra, conjunts instrumentals i vocals, i també per a multimèdia. Les obres seleccionades inclouen:
- Canadà 125, cantata
- Concert per a guitarra
- Concert per a marimba i vibràfon
- Concert per a 4 timbales, trompeta i cordes
- In memoriam, simfonia
- Diàlegs, per a conjunt de cambra
- Moviment per a quintet de vent

Les seves obres han estat gravades i publicades en CD, incloent-hi:
- Maya Badian: Obres orquestrals de Maya Badian i Orquestra de la ràdio nacional romanesa (CD d'àudio - 22 gen 1999)